# Forest Warrior
Forest Warrior  (Brasil: O Defensor / Portugal: Guerreiro da Floresta) é um filme americano, dirigido por Aaron Norris e lançado em 1996.O filme tem no papel principal Chuck Norris. 

## Sinopse
John McKenna (Chuck Norris) é um ser espiritual que pode se transformar em um urso, lobo ou em uma águia. McKenna vive nas florestas de Tanglewood e dedica sua vida para protegê-la. Certo dia um grupo de lenhadores chega em Tanglewood para devastar a floresta. McKenna terá a missão de impedir os lenhadores com a ajuda de alguns adolescentes que acampavam na floresta.

## Elenco
- Chuck Norris - John McKenna
- Terry Kiser - Travis Thorne
- Max Gail - Sheriff Ramsey
- Michael Beck - Arlen Slaighter
- Roscoe Lee Browne - Clovis Madison
- Loretta Swit - Clovis MadisonShirley